# Mőcsény
Mőcsény è un comune dell'Ungheria centro-meridionale di 377 abitanti (dati 2005). È situato nella contea di Tolna.